# Janusz Muniak

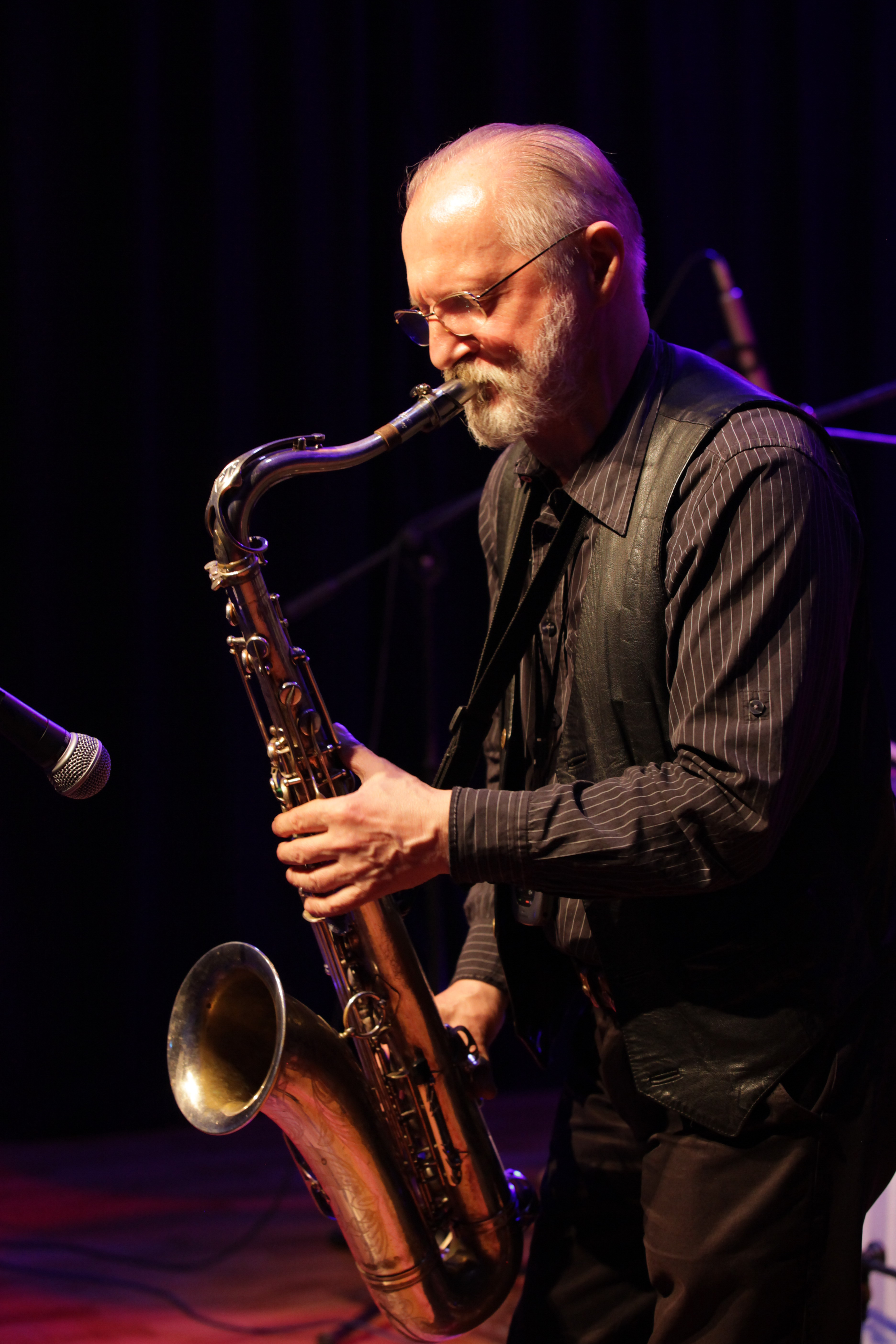
Janusz Muniak (2013)

Janusz Józef Muniak (sinh ngày 3 tháng 6 năm 1941 - mất ngày 31 tháng 1 năm 2016) là một nhạc sĩ, nhà soạn nhạc, nghệ sĩ chơi đa nhạc cụ (saxophone, sáo) nổi tiếng với dòng nhạc jazz người Ba Lan. Ông là một trong những người tiên phong quảng bá dòng nhạc Free jazz ở châu Âu.

## Sự nghiệp âm nhạc
Janusz Muniak ra mắt lần đầu trước khán giả vào năm 1960, khi ấy ông chơi trong một ban nhạc ở Lublin. Năm 1979, ông cùng với nghệ sĩ guitar Jarosław Śmietana thành lập một ban nhạc tứ tấu, được đặt tên là "Nhóm tứ tấu Janusz Muniak". Ông đã biểu diễn tại nhiều liên hoan và lễ hội nhạc jazz trên thế giới, có thể kể đến như: Montreal International Jazz Festival (Canada), Jazz Meeting Berlin (Đức), Liên hoan nhạc Jazz Palatia (Đức), Đêm nhạc Jazz vùng Vịnh (Các Tiểu vương quốc Ả Rập Thống nhất), Montreux Jazz Festival (Thụy Sĩ),  Jazz en Nord, Lễ hội sắc màu Jazzy (Pháp), Liên hoan nhạc Jazz Umbria (Ý), Liên hoan nhạc Jazz London (Anh), Liên hoan nhạc Jazz Kongsberg (Na Uy), Liên hoan nhạc Jazz Stockholm (Thụy Điển), Liên hoan nhạc Jazz Copenhagen (Đan Mạch).
Trong cuộc bình chọn Top Jazz 2011, trên tạp chí Jazz Forum, Janusz Muniak được công nhận là nghệ sĩ saxophone xuất sắc nhất Ba Lan.

## Thành tựu tiêu biểu
- 2015: Giải thưởng âm nhạc Golden Fryderyk vì những thành tựu nghệ thuật trọn đời.[5]
- 2016: Huân chương Polonia Restituta do Tổng thống Cộng hòa Ba Lan Andrzej Duda trao tặng.[6]